# Timoxè d'Acaia
Timoxè d'Acaia (en llatí Timoxenos, en grec antic Τιμόξενος) fou un militar grec, estrateg de la Lliga Aquea, que va viure al segle III aC.
L'any 223 aC, va ser nomenat estrateg de la Lliga, i va ocupar Argos, resistint amb èxit els esforços del rei Cleòmenes III d'Esparta per recuperar-la. El 221 aC va ser altre cop general de la Lliga però a causa de la manca de disciplina de les tropes no estava disposat a comandar l'exèrcit a la guerra contra la Lliga Etòlia i una dies abans d'acabar el seu mandat va dimitir en favor d'Àrat de Sició, que ja havia estat elegit.
Va tornar a ser candidat a estrateg l'any 218 aC i va tenir el suport d'Àrat de Sició, però no va ser elegit a causa de les pressions d'Apel·les el ministre i regent de Filip V de Macedònia, que volia mortificar a Àrat. En canvi va sortir escollit altre cop el 216 aC després del final de l'anomenada guerra social. En parlen Polibi i Plutarc.